# 下村林氏宗祠
下村林氏宗祠，是位于中国福建省宁德市柘荣县城郊乡下村村中心的一个清代古建筑，2011年7月入选第八批柘荣县文物保护单位。
下村林氏宗祠是一座砖木构穿斗式单檐硬山顶的清代宗祠，始建年代待考，现存建筑重修于2008年—2009年。建筑坐东北朝西南，通面阔19.4米，通进深28.58米，占地面积554.5平方米，有三级台基，自上至下依次为正厅、下厅和门楼，四周围以厚0.4米的匡斗式砖墙，其下半部分为鵝卵石砌成。现整体保存较好。